# Kostel svatého Cyrila a Metoděje (Poprad)
Kostel svatého Cyrila a Metoděje je farní římskokatolický kostel v Popradě.
Výstavba kostela začala v roce 1993, dokončena byla v roce 1998. 26. června 1998 kostel vysvětil František Tondra, biskup spišský. Kostel byl v roce 1998 zvolen stavbou roku. Od roku 2018 nese titul farního kostela, protože dřívější římskokatolická farnost Poprad byla rozdělena na farnost Poprad a farnost Poprad-Jih. Kromě tohoto kostela má farnost Poprad-Jih také kostel svaté Heleny v městské části Kvetnica. Ve farnosti slouží tři kněží, farář a dva kaplani.